# Río He
El río He (en chino, 贺江; pinyin, Hè jiāng) es un afluente de la margen izquierda del río Xi que fluye por las provincias de Guangxi y Guangdong en el Sur de China. Tiene una longitud total de 352 kilómetros y una superficie de drenaje de 11.599 kilómetros cuadrados. Históricamente, el Hejiang fue un canal importante para que la dinastía de las Llanuras Centrales se comunicara con Lingnan. Es uno de los lugares de nacimiento de la cultura cantonesa y del dialecto cantonés.